# Luttenberg (havezate)
De havezate Luttenberg stond in het Nederlandse dorp Luttenberg, provincie Overijssel. Van de havezate zijn het Jachthuis en een deel van de omgrachting bewaard gebleven.

## Geschiedenis
De Hof te Luttenberg zal in de middeleeuwen een bisschoppelijke curtis zijn geweest waar zich een spieker bevond: een omgracht, enigszins versterkt gebouw voor de centrale opslag van graan. De oudste vermelding van deze hof dateert uit 1318, maar waarschijnlijk bestond de hof al vóór de 11 eeuw.

### Van Rechteren
De Hof te Luttenberg werd in 1363 door de Utrechtse bisschop verpand aan Frederik van Heeckeren van der Eze. Frederiks kleindochter Johanna van Virneburg werd in 1422 met de Luttenberg beleend. Via Johanna zou de Luttenberg weer bij de familie Van Heeckeren terugkomen, want na haar overlijden werd in 1460 haar neef Frederik van Heeckeren van Rechteren met het goed beleend. De heren van Rechteren bleven hierna eigenaar van de Luttenberg, waarbij ze het goed weer in achterleen aan familieleden uitgaven.
Adolf van Rechteren werd in 1602 door zijn broer Zeger opgevolgd als heer van Rechteren. Zeger overleed al een jaar later en liet Rechteren na aan zoon Johan en de Luttenberg aan dochter Ida. Zij werd in 1619 door de provincie - die de rechtsopvolger was van de bisschop en dus als leenheer optrad - beleend met de Luttenberg.

In 1633 kreeg de Luttenberg de status van havezate toegekend, maar Ida was inmiddels al overleden. Haar echtgenoot Robert van Ittersum (†1636) behield de havezate als lijftuchtsgoed. De havezate werd in 1645 in leen gegeven aan hun tweede zoon Zeger van Ittersum.

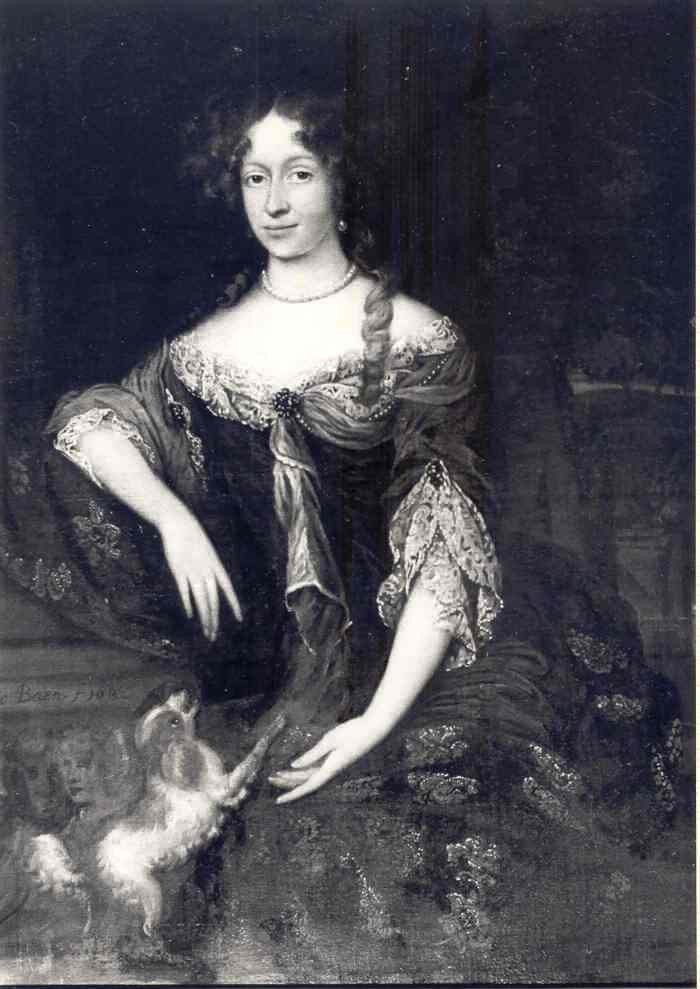
Ida Magdalena Van Ittersum (1660-1728), erfgename van Zeger van Ittersum.

### Van Ittersum
Zeger van Ittersum (circa 1620-1677) trouwde in 1658 met Agnes van Ledebur (†1684). De Luttenberg stelde waarschijnlijk weinig voor en bezat geen huis dat voor adellijke woning kon doorgaan. Het gezin Van Ittersum woonde zelf in de havezate Noord Deurningen. Overigens had Zeger niet de volledige zeggenschap over de Luttenberg: zijn broer Robert en zussen Geertruid en Margriet bezaten ook elk een kwart van het goed. Toch was het Zeger die in 1666 toegelaten werd tot de ridderschap vanwege het bezit van de Luttenberg. Twee jaar later volgde nog zijn belening met de Luttenberg, inclusief tienden en rechtspraak. Het was waarschijnlijk Zeger die op het terrein een nieuw woonhuis liet bouwen dat paste bij de status van havezate.

### Bentinck en Van Hambroek
Na het overlijden van Zeger van Ittersum en zijn vrouw Agnes ging de Luttenberg over naar hun dochter Ida Magdalena van Ittersum (1660-1728) en haar man Hendrik Bentinck tot Diepenheim (1640-1691), telg uit de familie Bentinck. Het deel dat nog in bezit was van Ida's tante Geertruid van Ittersum en haar echtgenoot, werd door Ida en Hendrik overgenomen, zodat het echtpaar nu de volledige beschikking kreeg over de Luttenberg.
Het stel kreeg vier dochters, waaronder Mechteld Anna Bentinck (1683-1741) die in 1703 met Lambert Joost van Hambroek (1670-1748) trouwde. De Luttenberg kwam op deze manier bij Lambert terecht, die er in 1719 mee werd beleend. Hij bezat echter al diverse andere huizen en hij droeg daarom in 1723 de havezate over aan zijn aangetrouwde familielid Jan Zeger van Welvelde (1689-1750), die een jaar later dankzij de Luttenberg lid kon worden van de ridderschap. 

Jan Zeger kocht echter ook de havezate Buckhorst en omdat deze havezate hem eveneens toegang bood tot de ridderschap, had hij de Luttenberg niet meer nodig. In 1734 kwam deze havezate daarom weer terug in eigendom van Lambert Joost. Deze gaf in 1747 de Luttenberg aan zijn gelijknamige zoon Lambert Joost (†1802), die nu ook toegang kreeg tot de ridderschap. In 1759 verkocht Lambert Joost junior de Luttenberg echter aan zijn neef Borchard Harmen Gansneb genaamd Tengnagel.

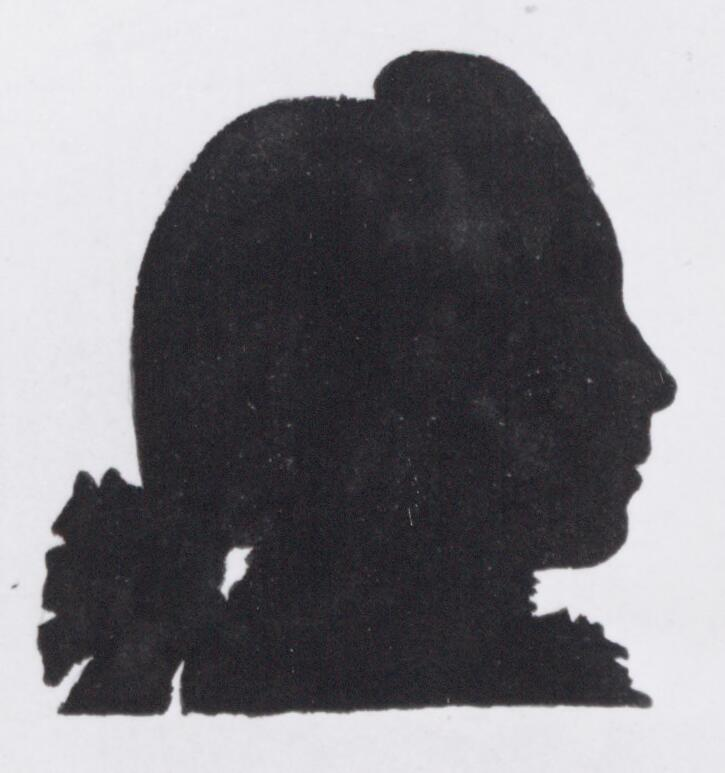
Portret van Jacob Jan Gansneb genaamd Tengnagel (1768-1836), eigenaar van de Luttenberg.

### Gansneb genaamd Tengnagel
Direct na de aankoop in 1759 werd Borchard Harmen Gansneb genaamd Tengnagel (1731-1787) lid van de Overijsselse ridderschap. Hij bezat diverse functies bij de VOC, WIC, Raad van State en de Admiraliteit. Tevens werd hij drost van Haaksbergen en Diepenheim. Hij zou de Luttenberg nalaten aan zijn zoon Jacob Jan Gansneb genaamd Tengnagel (1768-1836), die in 1792 met de havezate werd beleend en tevens werd toegelaten tot de ridderschap. Na de Franse tijd werd Jacob Jan door koning Willem I benoemd tot lid van de Ridderschap van Overijssel en in 1822 werd hem de titel van baron toegekend. Jacob Jan was niet getrouwd en stierf in 1836 kinderloos, waardoor de Luttenberg vererfde naar Isabella Wilhelmina Sloet, de dochter van zijn zus Maria.
De havezate was overigens begin 19e eeuw al afgebroken.

### Sloet en Van Dedem
Isabella Wilhelmina Sloet (†1881) overleed ongehuwd en kinderloos en zo kwam de havezate in bezit van Anthony Sloet van Oldruitenborg (1851-1935). In 1911 verkocht Anthony de Luttenberg per openbare veiling. De havezate bestond op dat moment uit de erven Jagers en Reimert.

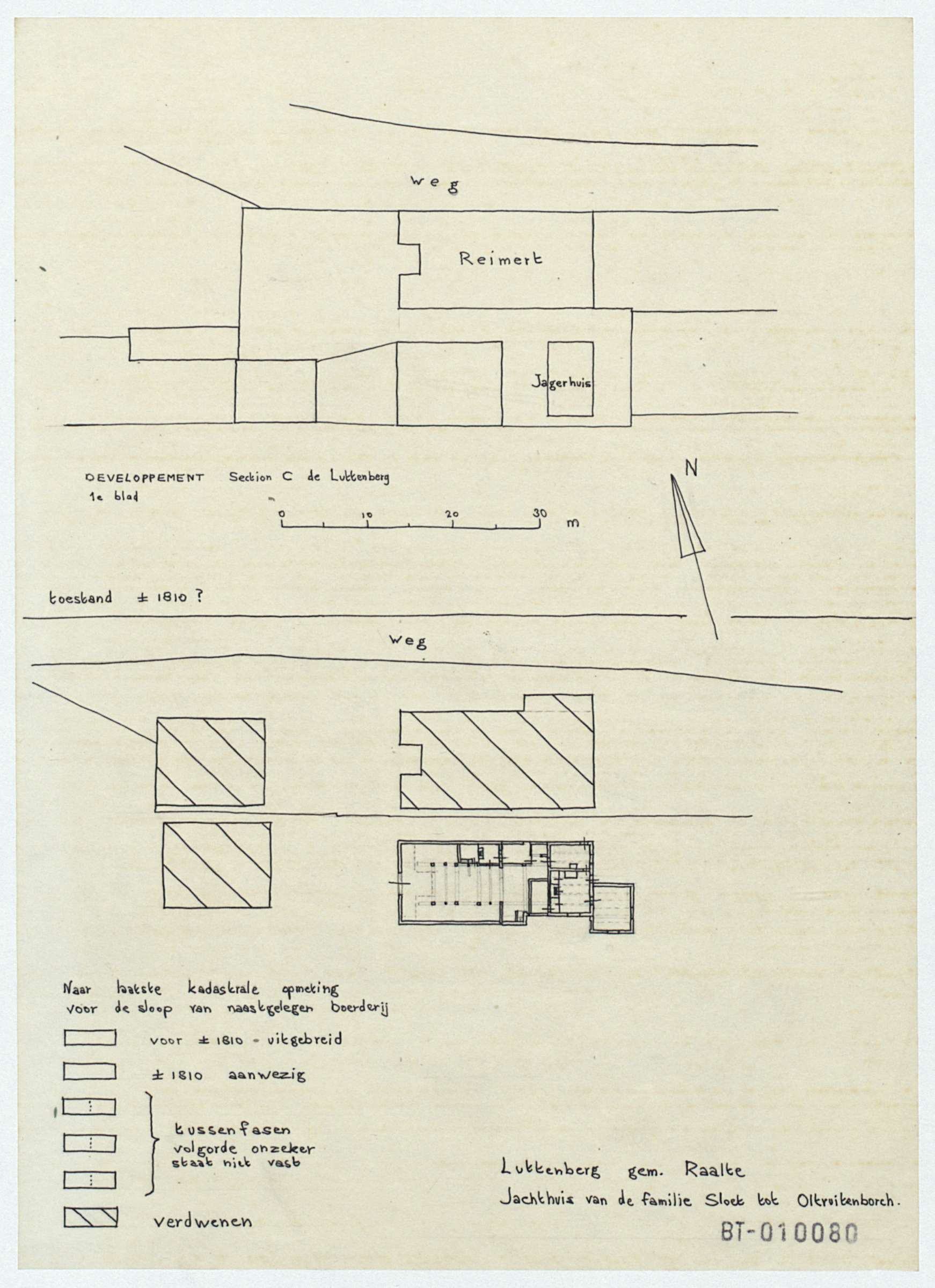
Plattegrond van het Jachthuis

Alexander baron van Dedem kocht de Luttenberg aan, waarbij hij het erve Jagers voor zichzelf behield en het erve Reimert aan de landbouwers Johannes Hermannes Endeman en Jan Hendrik Hartkee overdeed.
In 1916 kwam Reimert in bezit van Christiaan Hermanus Schoffelmeer, die het vervolgens verhuurde. In 1964 was deze boerderij onbewoonbaar geworden en vier jaar later werd hij gesloopt. Het erve Jagers werd gerestaureerd.
De zonnewijzer die voor het huis Jagers stond, bleef in bezit van Anthony Sloet van Oldruitenborg en zou uiteindelijk in Brederwiede terecht komen.  

## Beschrijving
Uit archeologisch onderzoek in 2017 kwam naar voren dat de havezate en diens voorganger op de locatie Spiekerbelt hebben gestaan. Aan de noordzijde van deze locatie zijn de resten van een middeleeuws gebouw gevonden. Dit was waarschijnlijk een omgrachte spieker: een verdedigbaar, torenvormig gebouw dat in eerste instantie diende voor de opslag van graan. De spieker maakte deel uit van een bisschoppelijke curtis. De oudste vermelding van deze zogenaamde Hof van Luttenberg dateert uit 1318 maar mogelijk bestond de hofboerderij al vóór de 11e eeuw.

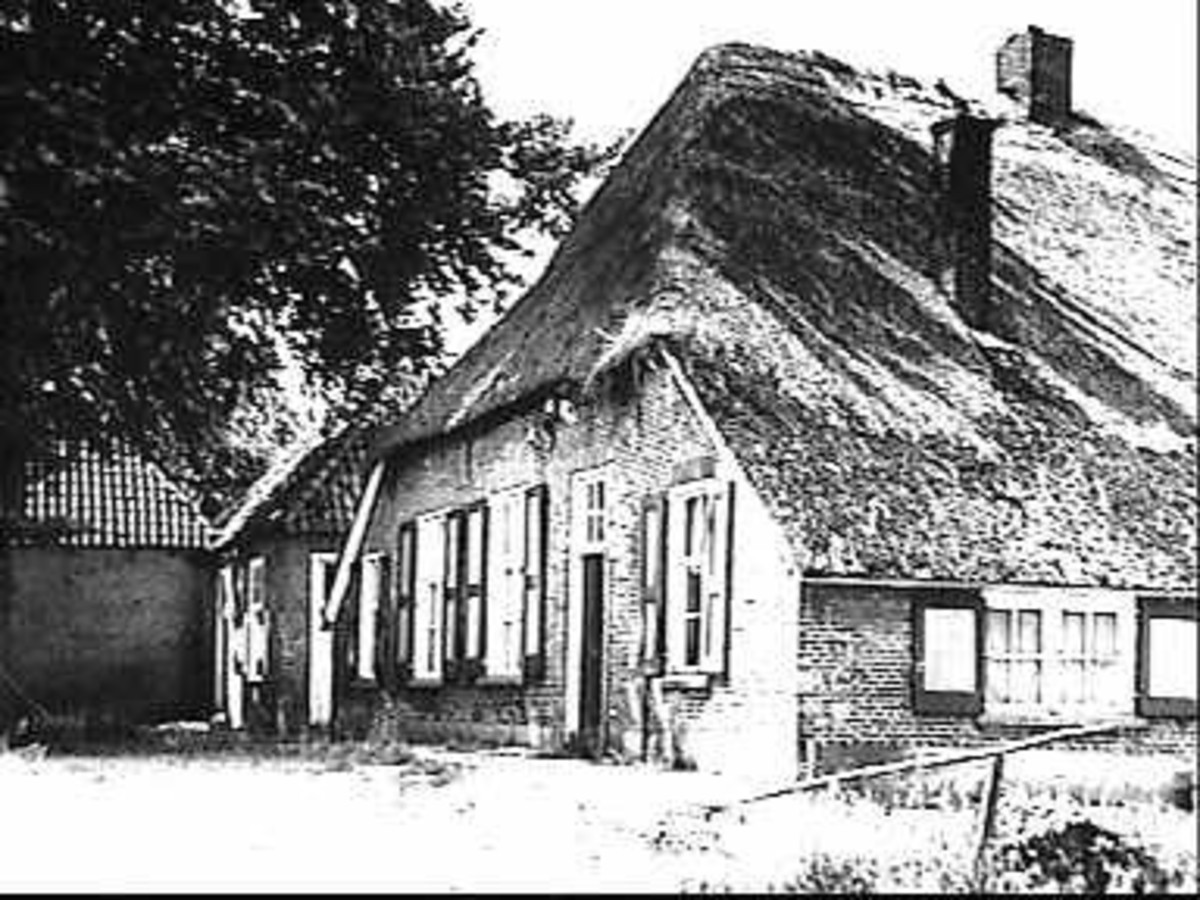
De hoeve Reimert (1968)

In de 17e eeuw heeft Zeger van Ittersum op het terrein van het boerderijcomplex het adellijke huis gebouwd dat de havezate het bijbehorende aanzien moest geven. Dit huis was een bouwwerk van 40 bij 30 meter groot met aan de linkerzijde een bijgebouw. Het huis zal begin 19e eeuw zijn afgebroken.
In 1881 werd de Luttenberg omschreven als het boerenerf Jagers met een herenhuis (Jachthuis of Jagerhuis) en bijgebouwen en het boerenerf Reimert met huis, bijgebouwen en landbouwgronden. Deze twee erven waren gebouwd ten zuidoosten van de havezate.
De boerderij Reimert is in 1968 gesloopt maar het Jachthuis is bewaard gebleven.
Ahnem · Den Alerdinck · Arendshorst · Arkelstein · Averbergen · Beerze · Den Berg · Bergentheim · Blankena · Borgele · Boskamp · Boxbergen · Bredenhorst · Buckhorst · Campherbeek · Collendoorn · Den Dam · Dieze · Dingshof · Den Doorn · Hof te Dorth · Eerde · Egede · De Gelder · Gerner · Glinthuis · Gramsbergen · De Groote Scheere · De Grote Weede · De Haere · Haerst · Hagenvoorde · Heemse · Herxen · Hoenlo · Hofstede · 't Hogeholt · Hogenhof · 't Hoogehuis · Junne · Kranenburg · Krijtenberg · De Kuile · Het Laar · Langeveldslo · Leemcule · Luttenberg · Melenhorst · Mennigjeshave · Nijenhuis · Oosterveen · Den Ordel · De Pol · Pothof · Rande · Rechteren · Het Reelaer · Rhaan · Rollecate · Rutenberg · Schoonheten · Schuilenburg · Vechterweerd · Velner · Venebrugge · Verborg · Voorst · Vrieswijk · Werkeren · Westerveld · Windesheim · Wittenstein · Wolfshagen · Zuthem
Den Aalshorst · Den Alerdinck · Huis Almelo · Arkelstein · Averbergen · Azoelen · Backenhagen · Bellinckhof · Den Berg · Huis Bergentheim · Beugelskamp · Beverfeurde · Blankena · Hof te Boekelo · Borgbeuningen · Havezate Boskamp · Boxbergen · Havezate Brecklenkamp · Bredenhorst · Buckhorst · Campherbeek · Colckhof · Den Dam · Huis Diepenheim · Dingshof · Dubbelink · Kasteel Eerde · Egede · Havezate Elsen · Everlo · Landgoed Frieswijk · Glinthuis · Huis Gramsbergen · Grimberg · Grotenhuis · De Haere · Haerst · Hagmeule · Slot Hardenberg · Huis Heeckeren · Huis Hengelo · Herxen · Hofstede · Hogenhof · Hondeborg · Katenhorst · Kevelham · Kranenburg · De Kuile · Het Laar · Leemcule · Luttenberg · Mataram · Mennigjeshave · Nijenhuis (Diepenheim) · Nijenhuis (Olst-Wijhe) · Oldemeule · Olidam · Oosterhof · Huis te Ootmarsum · Den Ordel · Pekkedam · Pothof · Rande · Kasteel Rechteren · Het Reelaer · Rhaan · Rutenberg · Huis Saasveld · Havezate Schoonheten · Havezate Schuilenburg · Singraven · Stoevelaar · Kasteel Toutenburg · Twickel · Vechterweerd · Venebrugge · Kasteel Voorst · Warmelo · Wegdam · Weldam · Weleveld · Huis Werkeren · Westerflier · Wittenstein · Zuthem